# Sjuka sinus-syndrom
Sjuka sinus-syndrom (SSS), även kallat sinusknutesyndrom (SND) och ibland kallat brady-taky-syndrom, är ett ofarligt syndrom där hjärtat omväxlande slår långsamt och snabbt. Rytmrubbningarna har sitt ursprung i sinusknutan, och är vanligast hos äldre personer.